# Anystis salicinus
Anystis salicinus är en spindeldjursart som beskrevs av Carl von Linné 1758. Anystis salicinus ingår i släktet Anystis, och familjen Anystidae. Arten är reproducerande i Sverige.